# Sculpture en Égypte antique
Instinctivement nous associons à la civilisation égyptienne antique, les pyramides. Cependant, il serait réducteur de ne considérer l'art égyptien que sous l'angle de l'architecture et d'occulter ainsi d'autres disciplines, comme la sculpture.
Cette discipline peut se définir, au sens moderne du terme, comme le travail d'un matériau afin de représenter une réalité en trois dimensions.
Cet article traite des statues en pied, mais aussi des masques ou encore des bas-reliefs ; bien que traditionnellement dans les ouvrages d'histoire de l'art on regroupe rarement le bas-relief avec la statuaire, mais plutôt avec la peinture.

## Confection des sculptures

### Supports

#### Statuaire
Les sculptures égyptiennes ont été réalisées sur différents supports. Ainsi, l'ivoire et le bois ont été utilisés depuis la préhistoire jusqu'à la période dynastique. Contrairement à la statuaire africaine primitive, la forme du support (tronc d'arbre, défense en ivoire) n'influence plus la forme de la représentation de la statue, dès la IVe dynastie. On note même qu'à partir du règne de Qâ, dernier roi de la Ire dynastie, le sujet pose dans l'attitude classique de l'homme debout, le pied gauche en avant.
Cependant, les égyptiens prirent rapidement conscience de la fragilité de tels matériaux, notamment après l'incendie volontaire des tombes de la Ire dynastie à Abydos. Aussi, assiste-t-on à l'avènement de la sculpture en pierre. Les artistes pouvaient tailler dans des roches assez tendres, comme le calcaire, la stéatite ou la serpentine, mais ils n'hésitaient pas à s'attaquer à des roches plus dures, mais plus nobles, comme l'albâtre, le granite, le basalte, le quartzite, la diorite et le schiste.

#### Bas-relief
La paroi ne constituait pas uniquement le support sur lequel on sculptait. Effectivement, celle-ci était lissée, les inégalités étaient comblées par du plâtre, puis elle était recouverte, entièrement, d'une mince couche d'enduit à base de plâtre.

### Techniques
Grâce aux statues inachevées, retrouvées au cours des fouilles, et aux indices laissés sur les bas-reliefs des mastabas, les archéologues ont été mis en présence des différentes étapes de fabrication de la sculpture.

#### Statuaire
Le passage d'une statuaire en ivoire ou en bois à une statuaire monolithique a entraîné une évolution certaine des techniques. Effectivement, lorsqu'on travaille le bois, on peut tailler les éléments séparément, alors que si l'on travaille la pierre, on est amené à sculpter dans la masse. Concrètement, pour représenter un sceptre tenu en main, avec la première technique, l'artisan réalisera un trou dans la main représentée en poing, et y insérera le sceptre taillé séparément. Avec la seconde méthode, le sceptre et le poing seront réalisés en même temps et d'une seule pièce.
Pour réaliser une sculpture en pierre, plusieurs étapes étaient nécessaires. Sur le bloc de pierre étaient tout d'abord tracés, en rouge, les contours de la statue. Après avoir dégagé la silhouette préalablement esquissée en tapant avec une pierre plus dure, les artistes effectuaient un premier polissage. Ils utilisaient pour cela une pierre et une pâte abrasive à base de poudre de quartz. Dans un deuxième temps, à l'aide d'une scie, la silhouette était retaillée, pour que les lignes rouges ne soient plus apparentes. Un second polissage avait alors lieu. Enfin, l'artiste sculptait les détails. Le creux entre les jambes d'une statue était ainsi obtenu en faisant rouler un tube. Les éléments qui devaient être percés (yeux, oreilles, etc.) l'étaient au moyen d'un foret de silex. Le travail s'achevait par un dernier polissage.

#### Bas-relief
Après avoir préparé la surface, les motifs sont esquissés par un trait de peinture rouge, ou plus rarement noire ou jaune.
Ensuite, il existe trois méthodes de sculpture :
- Le bas-relief vrai : toute la surface de la paroi est enlevée, il ne reste en relief que l'intérieur du dessin ébauché. Les détails sont sculptés après.
- Le bas-relief dans le creux : à partir du règne de Khéops (IVe dynastie) l'artiste creuse, en dégradé, autour des figures dont les contours sont matérialisés à la peinture. La plus grande profondeur se trouve près du contour.
- La gravure en creux : toute la surface intérieure du motif est enlevée et aplanies.

L'artiste a trois outils : un maillet de bois (qui n'est pas systématiquement utilisé), un ciseau de cuivre pur et un polissoir.
Bien des bas-reliefs et des sculptures étaient peints, aussi, les techniques de sculpture et de peinture, bien que distinctes, sont elles complémentaires.

#### Peinture
L'artiste utilise des petits bols de peinture pour les mélanges et des tiges de bois (nervures de palme) pour appliquer la peinture. La technique de peinture dite détrempée fut la seule utilisée en Égypte antique.
La peinture est un mélange d'eau, d'un liant (blanc d'œufs ou gomme végétale) et pigments en poudre :
- Le pigment rouge provient d'argile fossile riche en oxyde de fer ;
- Le pigment bleu était créé grâce à un minerai de cuivre, l'azurite ou grâce à un composé, de silice, de carbonate de calcium, de malachite et de natron ;
- Le pigment vert provient de différents minerais de cuivre, à savoir la malachite et le chrysocolle ;
- Le pigment noir est obtenu à partir de noir de fumée ;
- Le pigment blanc à partir de craie ou de pierre blanche.

Les couleurs sont employées en aplats.
La sculpture, nécessitait donc des savoir-faire nombreux et spécifiques que les artistes possédaient.

### Statut des artistes

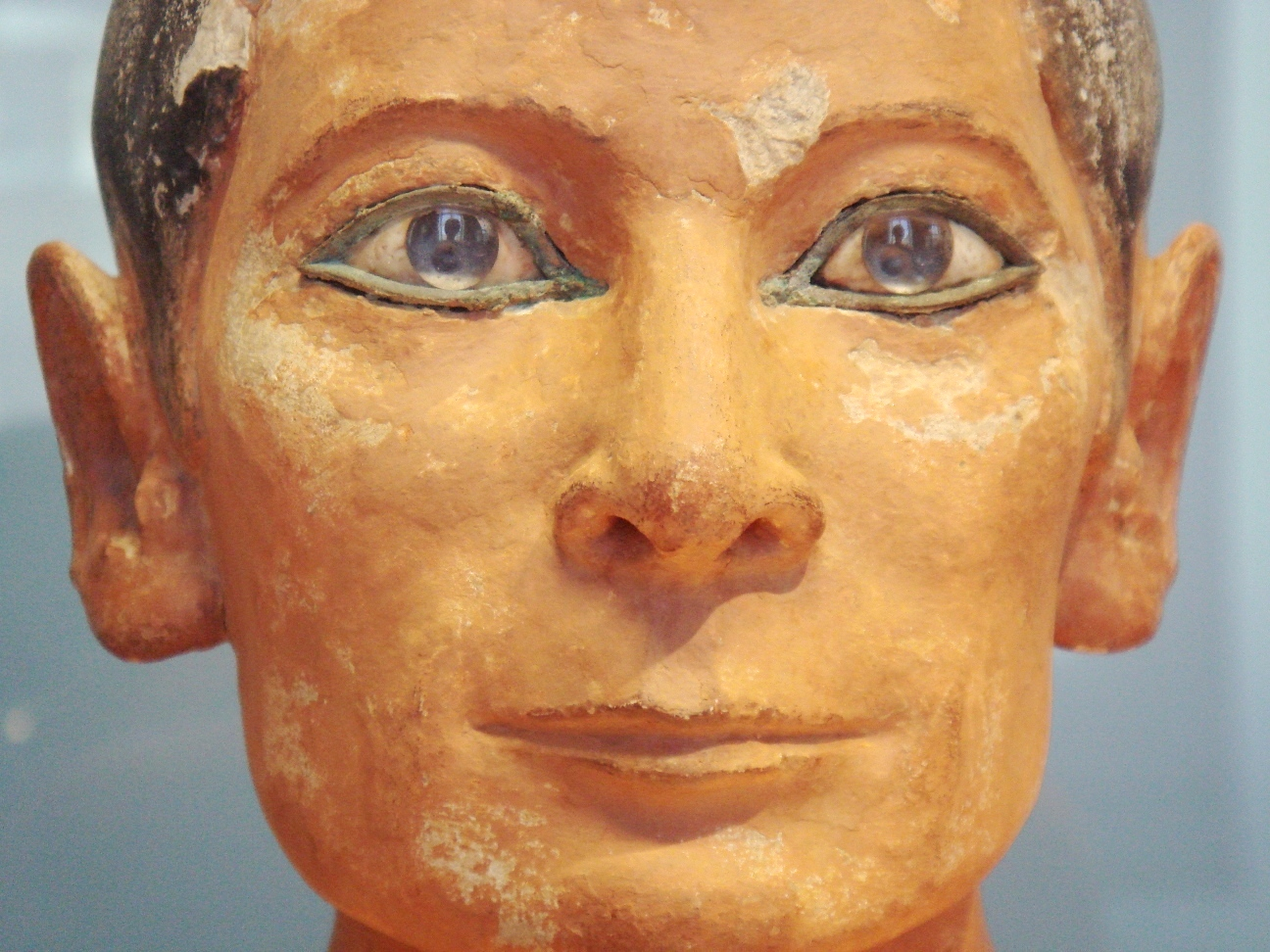
Le "scribe accroupi" (détail)

Les artistes étaient formés très jeunes, apprenant leur métier de père en fils. Aidés par des scribes dans leur travail, les sculpteurs étaient tenus de représenter correctement les inscriptions hiéroglyphiques. Ils travaillaient en équipe, sans hiérarchie ni reconnaissance du travail personnel.
Vivant sous la dépendance du pharaon, les équipes de sculpteurs étaient nourries, logées et vêtues. Cela témoigne d'une marque de respect envers eux.
Qualifié de « sânkh », ce qui signifie celui qui fait vivre, le sculpteur a une fonction toute particulière qui est dû à la symbolique de la sculpture. À l'image de Ptah de Memphis, le dieu créateur par excellence et le dieu patron des artistes, le sculpteur organise la matière.

## Symbolique des sculptures

### Symbolique de la fertilité
Les premières statuettes mettaient déjà en avant cette dimension. Effectivement, les statues archaïques représentaient la fécondité en mettant en évidence les formes féminines. Hanches, ventre, seins étaient exagérément représentés alors que le reste du corps était très souvent grossièrement figuré.
Le thème de la mère allaitant apparait sous les XIe et XIIe dynasties. Bien que ce sujet soit propre aux statues privées, il renvoie à Isis allaitant son fils Horus en secret, pour qu'il échappe à son oncle Seth.

### Symbolique du bonheur conjugal et familial

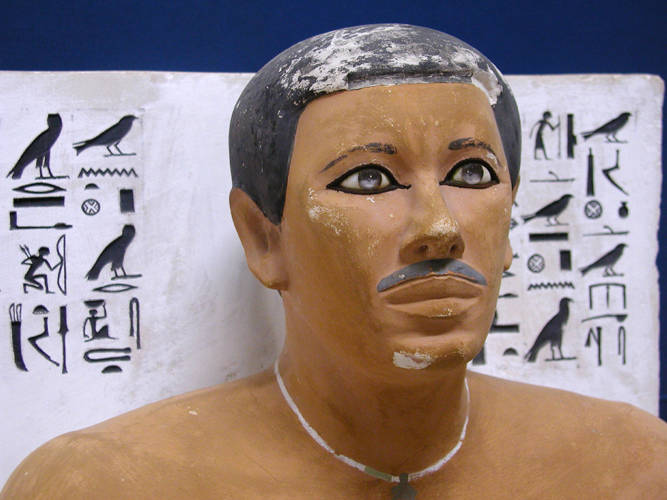
Statue de Rahotep - Musée égyptien du Caire

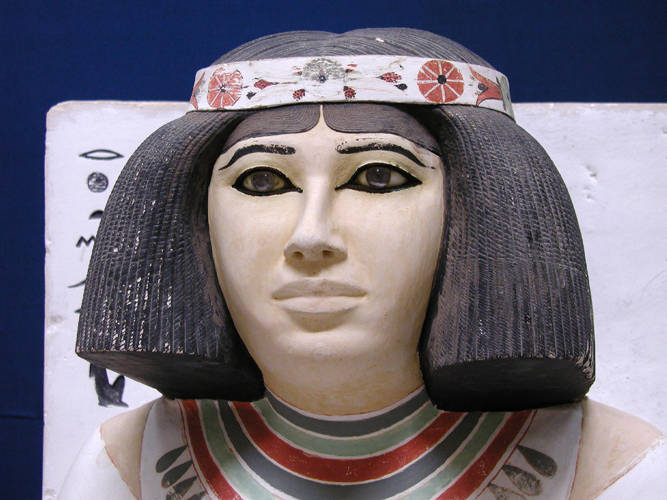
Statue de Nefret - Musée égyptien du Caire

Les statues des époux Rahotep et Nefret sont très révélatrices de cette symbolique. Tous les deux sont représentés assis sur un siège à dossier, cependant on note, à travers le choix des couleurs et des formes, que Nefret semble plus effacée que son époux. En effet, Rahotep, de forte carrure, est représenté avec le souci de bien affirmer sa position hiérarchique dans le couple. Sa silhouette est anguleuse, ce qui accentue la largeur de ses épaules et sa carnation ocre, très visible car il n'est vêtu que d'un pagne, tranche avec le dossier blanc de son siège. Le corps de Nefret, de carnation pâle, est représenté tout en rondeur et vêtu d'une longue tunique blanche, ce qui la rend bien moins visible que son mari. Néanmoins, sa parure est beaucoup plus riche que celle de Rahotep. Douceur et beauté émane d'elle.
Il en va de même de la sculpture représentant la famille du nain Seneb. Le sculpteur s'est en effet arrangé pour que Seneb et sa femme (qui a une taille normale) soient à la même hauteur, puisqu'il était contraire aux conventions habituelles de représenter l'épouse plus grande que son mari.

### Symbolique du pouvoir
La statuaire visait à exprimer les hautes qualités du pharaon ainsi que le poids de la charge qu'il assume. La statue de Montouhotep Ier représente le roi sur son trône, les bras croisés dans l'attitude d'Osiris. Son corps massif exprime sa puissance.
Sur d'autres sculptures, la sévérité et la dignité du monarque sont rendues par la fermeté de la bouche et le regard hautain.
Afin de bien marquer leur caractère divin, certains pharaons ont prêté leur visage à des statues de dieux ou ont été figurés en Osiris.

### Réalité conférée par la statuaire
En Égypte antique, la véritable réalité est celle du concept intellectuel". Effectivement, l'artiste cherche à transcender grâce à des codes artistiques notre vision incomplète et instantanée, afin de nous faire saisir la réalité conceptuelle du sujet représenté. Ainsi sur un bas-relief, la sculpture d'un homme, grâce au principe d'association des points de vue, se faisait ainsi :
- Le visage était présenté de profil,
- L'œil était présenté de face,
- Le torse était présenté de face,
- Le bassin était présenté de trois quarts,
- Les membres étaient présentés de profil.

La symbolique des sculptures était très forte : elle servait à guider les morts dans l'au-delà ou leur permettait de revivre des moments de leur existence passée. La statuaire égyptienne ne devait en aucun cas évoquer l'immobilité, c'est pourquoi on ne trouve pas de caryatides en Égypte avant la IIIe dynastie. Effectivement, se servir de la sculpture d'une personne en tant que colonne serait la condamner à l'immobilité éternelle.
Les statues incarnaient aussi des dieux, et étaient vénérées à ce titre.
La gravure du nom sur la sculpture d'un particulier était l'ultime et nécessaire étape conferrant la réalité au sujet choisi.

## Bibliographie

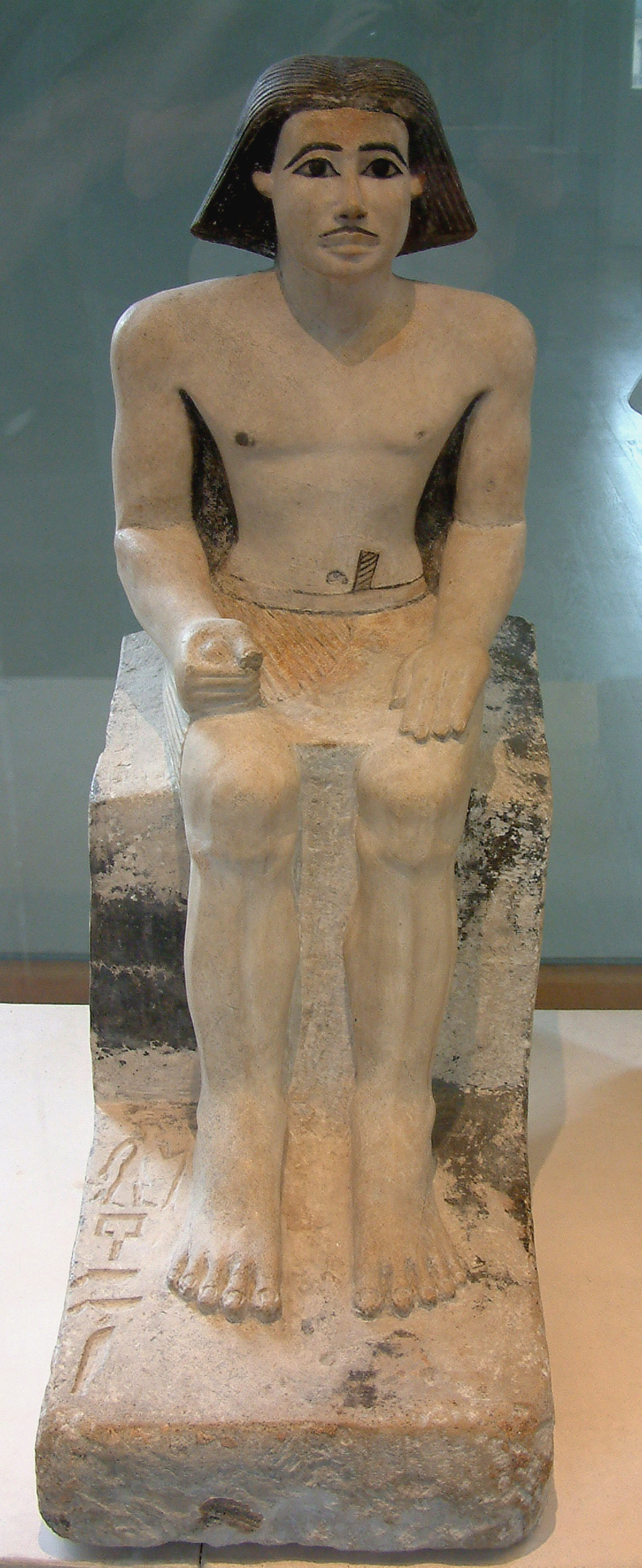
Le majordome Kéti